# Frank Marczinek
Frank Marczinek (* 30. Oktober 1961 in Ost-Berlin) war Staatssekretär für Abrüstung und Verteidigung in der letzten Regierung der DDR unter Lothar de Maizière. Marczinek ist heute Unternehmer.

## Leben
Nach dem Abitur an der Erweiterten Oberschule „Heinrich Hertz“ in Ost-Berlin im Jahr 1980 begann Frank Marczinek eine Lehre zum Betriebsschlosser in den Leunawerken. Nach einem Jahr wechselte Marczinek an die Offiziershochschule der Landstreitkräfte der Nationalen Volksarmeein Löbau. Nach einer dreijährigen Ausbildung begann er 1984 seinen Dienst im 1. motorisierten Schützenregiment, wo er zuletzt Stabschef eines Bataillons war. Im Jahr 1988 begann er ein Studium an der Militärakademie Dresden auf, das er jedoch im Januar 1990 abbrach und eine Stelle als persönlicher Referent bei dem SPD-Politiker Walter Romberg antrat, der zu diesem Zeitpunkt Minister ohne Geschäftsbereich in der Regierung von Hans Modrow war.
Im Zuge der Regierungsbildung nach der Volkskammerwahl im März 1990 ernannte ihn Ministerpräsident Lothar de Maizière im April 1990 zum Staatssekretär für Abrüstung und Verteidigung. Nach der Wiedervereinigung wechselte Frank Marczinek in die Wirtschaft und arbeitete ab 1997 als Geschäftsführer eines Abbruch- und Recyclingunternehmens in Lübbenau, das er 2006 übernahm. Im Jahr 2006 übernahm er die landeseigene Brandenburgische Bodengesellschaft (BBG), die als Treuhänderin des Landes frühere Militärflächen verwertete.
Im Jahr 2007 geriet die Gesellschaft wegen des Verkaufs des Kasernengeländes in Potsdam-Krampnitz in die öffentliche Kritik. Im Zuge der Ermittlungen wird auch Marczineks Vergangenheit als Inoffizieller Mitarbeiter des Ministeriums für Staatssicherheit (MfS) aufgedeckt, mit dem er laut Stasiunterlagen-Behörde von 1985 bis 1989 zusammengearbeitet hatte. Im Jahr 2020 wurde Marczinek vom Landgericht Potsdam schließlich wegen Untreue im Falle des Verkaufs des Geländes des ehemaligen Flugplatzes Oranienburg zu einer Freiheitsstrafe von zwei Jahren auf Bewährung verurteilt, außerdem musste er eine halbe Million Euro an das Land Brandenburg zahlen und weitere 50.000 Euro als Hilfe für das Hilfswerk Brot für die Welt. Zuvor hatte ein Untersuchungsausschuss des Landtages Brandenburg die Vorgänge zwischen 2010 und 2014 aufgearbeitet.